# 橋爪ももの生乾き放送
橋爪ももの生乾き放送は、NACK5で放送されているラジオ番組である。

## 概要
2016年（平成28年）10月2日より放送されている、橋爪ももによるトークと音楽の番組。
橋爪のトークが軽妙でスイッチが入ると深い話をとてもいきいきと語り始めるあたりや、話し声と歌唱時の声の大きなギャップが聴きどころである。
放送開始時の番組名は「橋爪ももの生乾き放送〜終わりよければ〜」で、2020年（令和2年）7月5日の放送より現番組名に変更。
サブタイトルとなっていた「〜終わりよければ〜」は、橋爪が2015年（平成27年）9月9日にリリースしたミニアルバムのタイトルであると同時に、この番組が放送開始から2020年3月29日までの間、放送時間が日曜24:30～25:00でNACK5の1週間の番組編成上で最後の番組であった（この番組の後はメンテナンス時間で放送休止となる。）ことが由来。
2020年（令和2年）4月5日放送分より放送時間が1時間繰り上がり、日曜23:30～24:00へと変更された。これにより1週間の最後の番組ではなくなったため、番組サブタイトルの「〜終わりよければ〜」が意味を失った感があった。一旦は番組ディレクターからの提案のもと「番組編成上の最後」から「日曜日の最後の30分」と解釈を変更してサブタイトルを維持していたが、その後2020年（令和2年）7月5日の放送（第195回）よりサブタイトルを削除し、「橋爪ももの生乾き放送」となった。
2025年（令和7年）4月5日（4日深夜）放送分より『Hit Hit Hit!』の内包番組として土曜（金曜深夜）2:40 - 3:00へ移動し、放送時間がこれまでの30分から20分へと短縮される。
放送開始よりNACK5銀座スタジオで番組を行っていたが、2025年4月の放送時間変更以降はNACK5大宮スタジオで行っている。

## パーソナリティー
橋爪もも
- 番組内では「ロリィタ・ギター弾き語りシンガーソングライター[5]」と自己紹介しているが、このフレーズは台本上ディレクターによって毎回様々に書き換えられており、橋爪が何と自己紹介させられるかが毎回の聴きどころの一つとなっている。
  - 2019年10月6日の放送より番組4年目突入を機に、単に「シンガーソングライターの橋爪もも」と自己紹介することに改めた。これは「ロリィタ・ギター弾き語りシンガーソングライター」と自ら形容することで、橋爪のことを知らない人に対して余計な先入観を与えてしまうことが考えられるため、「まずはまっさらな状態で橋爪ももの音楽に触れて欲しい」という気持ちからの変更である。
- トークの中で、語尾に「～ませませ。」などの繰り返す言葉を使うことが多いが、これは橋爪が好きなさだまさしの楽曲「雨やどり」の歌詞からきていると番組内で橋爪自身が語った。
- 番組開始前に「ラジオのアナ〜ラジアナ」の月曜日（当時はHappyだんばらが担当）に通算で3回ゲスト出演した[6][7]が、この場でHappyだんばらの下ネタトークに乗っかって「たまにノーパンで過ごしている」ことや「女性用ふんどしを所有している」・「陥没乳頭である」といった話題が出てしまったために、下ネタを許容できる性格であることが明らかになり、当番組でもリスナーからの下ネタ投稿が来たり、橋爪自らが下ネタを語ったりすることもある。
- NACK5 日曜深夜0時〜0時30分で放送されたTHE WORKSとのコラボ放送が不定期で放送されていた。THE WORKSパーソナリティを務める桃井はることユカフィンが当番組コーナーを担当し、橋爪ももがTHE WORKSのコーナーを担当するが、番組編成上はあくまでも別の番組である。しかし事実上、1時間通じ3名のパーソナリティが担当するため、スペシャル放送の感覚が強い印象である。
- 当番組のリスナーを生乾きメイトと呼称することがある。また上記コラボ放送の際は、「優しい変態」と表現したこともある。

## コーナー
番組初期の頃、何度かゲストを迎えた回や橋爪がギター弾き語りで楽曲を披露した回があり、その回では一部コーナーを休止・短縮していた。

### あなただけのマジョリティ
リスナーの身の回りに起こった出来事を募集。その出来事が、良くあり得る事（マジョリティ）か、それとも稀有な出来事（マイノリティ）かを橋爪がジャッジした上で、さらに話を膨らませていく。
時折、橋爪がジャッジするのを忘れたままどんどん話を進めていってしまい、スタッフに突っ込まれるというのが定番のオチである。
番組開始時から継続しているコーナーで、ゲストと一緒に行ったこともある。 2020年8月9日の放送第200回では、特別コーナーを行ったため番組史上初めてこのコーナーが休止された。

### 弾き語りリクエスト
2019年10月27日開始。毎月最終週の放送でのみ行うコーナー。弾き語りで聞きたい橋爪ももの楽曲のリクエストを受け付ける。
投稿はその月ごとに1人1回まで。演奏した曲にリクエストしたリスナーのうち5名に番組ステッカーをプレゼント。番組初期の頃には不定期に橋爪がギター弾き語りで自身の楽曲を披露していたことがあったが、このコーナーで定期的に行うことになった。

### ゆるっとお焚きあげ!
2021年4月5日開始。リスナーの粗相やおバカなことの投稿を受け、橋爪が慰めたり笑い飛ばしたりしながら、その投稿を「ゆるっとお焚きあげ！」のセリフで供養し浄化する。「心に刺さったあのフレーズ」のコーナーと隔週で行う。 

### ちょこっと自慢
元々はバレンタイン企画として「チョコっと自慢」と題してバレンタイン関係の自慢話を募った1回限りの企画だったものが形を変えてレギュラーコーナーに昇格した。リスナーのいつもより「ちょこっと」頑張ったことを投稿してもらい、橋爪が甘く褒めちぎる。コーナー開始から2025年3月までは「心に刺さったあのフレーズ」「ゆるっとお焚きあげ!」のコーナーと3週に1回の持ち回りで行った。 

## 過去のコーナー

### みんな流元気の出し方
新たな週の月曜日に向けてこの番組を聴いているリスナーに元気を与えるため、「元気の出し方」を教えてもらうコーナー。番組開始～2017年4月9日の放送まで行われた。

### 強烈な忘れられない瞬間
リスナーが強烈に喜怒哀楽を伴った瞬間や、何度も出てくるトラウマのような出来事を募集。その忘れられない瞬間をみんなで共有するコーナー。番組開始～2017年4月9日の放送まで行われた。

### 月1（つきいち）企画・橋爪ももの謝罪NG
毎月最終週の放送でのみ行うミニコーナー。その月を振り返っての橋爪のNGシーンを放送。2017年3月26日の放送までで特に告知なく終了。

### 内心ツッコミ
「今日のプチほっこり」と同時に2017年4月23日開始。リスナーが自分の価値観で「それはおかしい!」「ちょっと何言ってるかわかんないっすねぇ」と思わず内心突っ込んでしまった瞬間のエピソードを紹介。2017年12月24日の放送で終了。

### 家めしコーナー
簡単で美味しいちょっと変わった一品料理のレシピを募集。採用レシピを橋爪が実際に作って番組ブログにアップする。
番組ブログでのみ展開するコーナーで、番組内では放送しない。
2017年12月10日の放送で、橋爪が多忙なため年内をもって終了すると発表。2017年12月31日に最終回がアップされた。

### 今日のプチほっこり
2017年4月23日開始。リスナーの日常にあった「ほっこりして優しい気持ちになれた瞬間」のエピソードを募集。
皆でほっこりを共有するコーナー。
時折、「ほっこり」エピソードに混じって「もっこり」エピソードが投稿されている。
2018年11月25日の放送までで終了。

### ああ…思い残すことはない
2018年1月7日開始。2017年12月10日放送の「NACK5スペシャル 橋爪ももの生乾き放送～2017年終わりよければSP～」の中で行った当日限りのコーナーからレギュラーコーナーに昇格した。
思わず「ああ･･･思い残すことはない」と思う至福の瞬間・「してみたい事」「されてみたい事」を募集。現実でも妄想でも可。
橋爪の共感度合いによって「至福度」を☆1～☆5の5段階で評価するが、☆5の場合は番組ステッカーがプレゼントされることもあって橋爪の評価は甘くほとんどが☆5評価である。たまにあまりにも橋爪の感性に合わない場合に☆1が出ることがあるが、☆2～☆4はまず出ない。
「あなただけのマジョリティ」のコーナーと同じく橋爪がジャッジを忘れて話し続けてしまうことが頻発していた。
コーナージングルが非常に長かったため、どうするか試行錯誤の末にジングルを早回しすることで落ち着いた。
2018年11月25日の放送までで終了。

### 今月のなぞなぞ
毎月最終週の放送でのみ行うミニコーナー。2017年4月30日開始。番組AD・かえでが橋爪に小学校低学年レベルのなぞなぞを出題し、橋爪が回答後CMを挟んでエンディングの冒頭で正解を発表。初回から橋爪は珍回答を連発しており、正解したこともあるが正解率は非常に低い。橋爪が不正解だった場合、罰ゲームとして以後の橋爪の声が加工されて変な声になってしまう。しかし、橋爪はこの罰ゲームを楽しんでいる模様。
2018年12月30日からリニューアルし、問題をリスナーから募集して番組内で3問出題、1問目はその場で橋爪が回答してすぐに正解を発表、次に2問目を出題し橋爪が回答、続けて3問目を出題した後にCMを挟んで2問目の正解発表（罰ゲームの対象）、3問目は番組内では出題のみで番組ブログの「なりきり真剣即興なぞなぞ!! 」のお題となる。
レギュラーコーナーとしては2019年4月28日まで行われ、5月26日は特に告知無く行われなかったが、その翌週6月2日の「THE WORKS」とのコラボ放送において「THE WORKS」の時間帯に桃井はることユカフィンを交えて行ったのが最後だった。

### なりきり真剣即興なぞなぞ!!
「今月のなぞなぞ」と共に2017年4月30日に開始した番組ブログでのみ展開するコーナー。
橋爪が今月のなぞなぞのリハーサルで行なった問題をブログ内でリスナーに出題。
リスナーは「真面目な回答」か、「橋爪ならこう答えそうと思う回答」を投稿。
なぞなぞの本来の正解者、およびADかえでの判断で橋爪っぽい回答の人に抽選でステッカープレゼント。
橋爪と同回答だった投稿にはもれなくステッカーをプレゼント。
2018年12月30日から番組内「今月のなぞなぞ」コーナーで出題を行うことになった。
前項のように2019年4月28日が最終回となった。

### 心に残るあの言葉
2018年12月2日開始。リスナーの心に留まっている忘れられない一言、歌詞、文章などを募集。ネガティブなものでもポジティブなものでも可。2019年9月29日までで終了。

### 日曜深夜に言っておきたいこと
2018年12月2日開始。日曜深夜の今言いたいこと、深夜だから言えること、人に言うほどでもないが言っておきたいという一言、またはエピソードを募集。2019年9月29日までで終了。

### 一息ステッカー
毎月最終週の放送でのみ行うミニコーナー。2019年6月30日開始。番組ステッカーを一人でも多くのリスナーにプレゼントするためのコーナー。エントリー期間中に応募したリスナーのラジオネームを橋爪が一息の間に読めるだけ読み上げ、読めたリスナー全員に番組ステッカーをプレゼントする。応募はその月ごとに1人1回のみで複数回の応募は無効となる。
リスナーとしては番組ステッカーをもらうためのハードルが比較的低いため、リスナーの「運を試すコーナー」という触れ込みである。
2019年9月29日までで終了。最終回ではものすごく長いラジオネームの投稿が採用されたため、橋爪は一息でその一人分しか読むことができず、異例の2回目を行った。
2020年8月9日の放送第200回で、番組ステッカーがリニューアルしたこともあって1回限りの復活ということでこのコーナーが再度行われた。
2020年9月6日の放送より「月頭企画」として正式に復活。毎月最初の週で2020年12月6日まで行われた。

### 夢の生乾き放送
2020年8月9日に放送第200回を迎えるにあたって設けられた当日限りの特別コーナー。番組200回記念に「夢（理想）としてこんなことをやって欲しい」、および「現実的にやれそうなことでこんなことをやって欲しい」の2通りを募集。
第200回では「あなただけのマジョリティ」を休止してこのコーナーを行ったが、橋爪の予想を大きく超える数の投稿が集まったため、第201回でも引き続いて行った。
放送後の番組ブログには投稿の中から吟味して何か実現できるように掛け合ってみると書き込まれていた。

### これならいける!キャッチコピー!
番組200回記念特別コーナー「夢の生乾き放送」でリクエストの多かった企画として2020年10月18日開始。「これならいける！」という橋爪もものキャッチコピーを募集する。このコーナーのために特に時間を取っていくつか紹介することは行わず、採用は毎回1名のみで番組オープニング後のCM明けで橋爪が改めて自己紹介するときに実際にそのコピーを使用する。

### 心に刺さったあのフレーズ
2019年10月6日開始の新コーナー。前コーナーの「心に残るあの言葉」ではリスナーの心に留まっている忘れられない一言、歌詞、文章などを募集していたが、ここでは歌詞に特化し、リスナーの思い出の１曲の中の1フレーズおよびその曲にまつわるエピソードを募集するリクエストコーナー。2021年4月5日「ゆるっとお焚きあげ!」開始より2つのコーナーを隔週で行うことになった。「ちょこっと自慢」開始後は「ゆるっとお焚きあげ!」・「ちょこっと自慢」・本コーナーの3つを3週ごとに交代で行っていた。2025年4月からの放送時間帯変更に伴って終了。